# Коли-Валичели (Ријети)
Коли-Валичели је насеље у Италији у округу Ријети, региону Лацио.
Према процени из 2011. у насељу је живело 62 становника. Насеље се налази на надморској висини од 612 м.